# Teleac, Bihor
Teleac (în maghiară Telek) este un sat în comuna Budureasa din județul Bihor, Crișana, România.

## Denominație și datare documentară
1580, 1692 Telek, 1828, 1851 Telek.
 Acest articol despre o localitate din județul Bihor este deocamdată un ciot. Puteți ajuta Wikipedia prin completarea lui.